# Сухарівська сільська рада
Сухарівська сільська рада — колишня адміністративно-територіальна одиниця та орган місцевого самоврядування у Народицькому районі Житомирської області Української РСР та України з адміністративним центром у с. Сухарівка.

## Населені пункти
Сільській раді підпорядковувались населені пункти:
- с. Сухарівка
- с. Бродник

## Населення
Станом на 5 грудня 2001 року, відповідно до перепису населення України, кількість мешканців сільської ради становила 291 особу.

## Склад ради
Рада складалась з 12 депутатів та голови.

### Керівний склад сільської ради
| ПІБ                         | Основні відомості                                                                       | Дата обрання | Дата звільнення |
| --------------------------- | --------------------------------------------------------------------------------------- | ------------ | --------------- |
| Ковальчук Людмила Василівна | Сільський голова, 1961 року народження, освіта                                          | 26.03.2006   | 31.10.2010      |
| Наумова Оксана Миколаївна   | Сільський голова, 1965 року народження, освіта середня спеціальна, член Партії регіонів | 31.10.2010   |                 |

Примітка: таблиця складена за даними джерела

## Історія
Створена 20 вересня 1989 року, відповідно до рішення виконавчого комітету Житомирської обласної ради, в складі сіл Бродник та Сухарівка Базарської сільської ради Народицького району Житомирської області.
Ліквідована 17 листопада 2015 року через об'єднання до складу Народицької селищної територіальної громади Народицького району Житомирської області.